# TurboGrafx-16

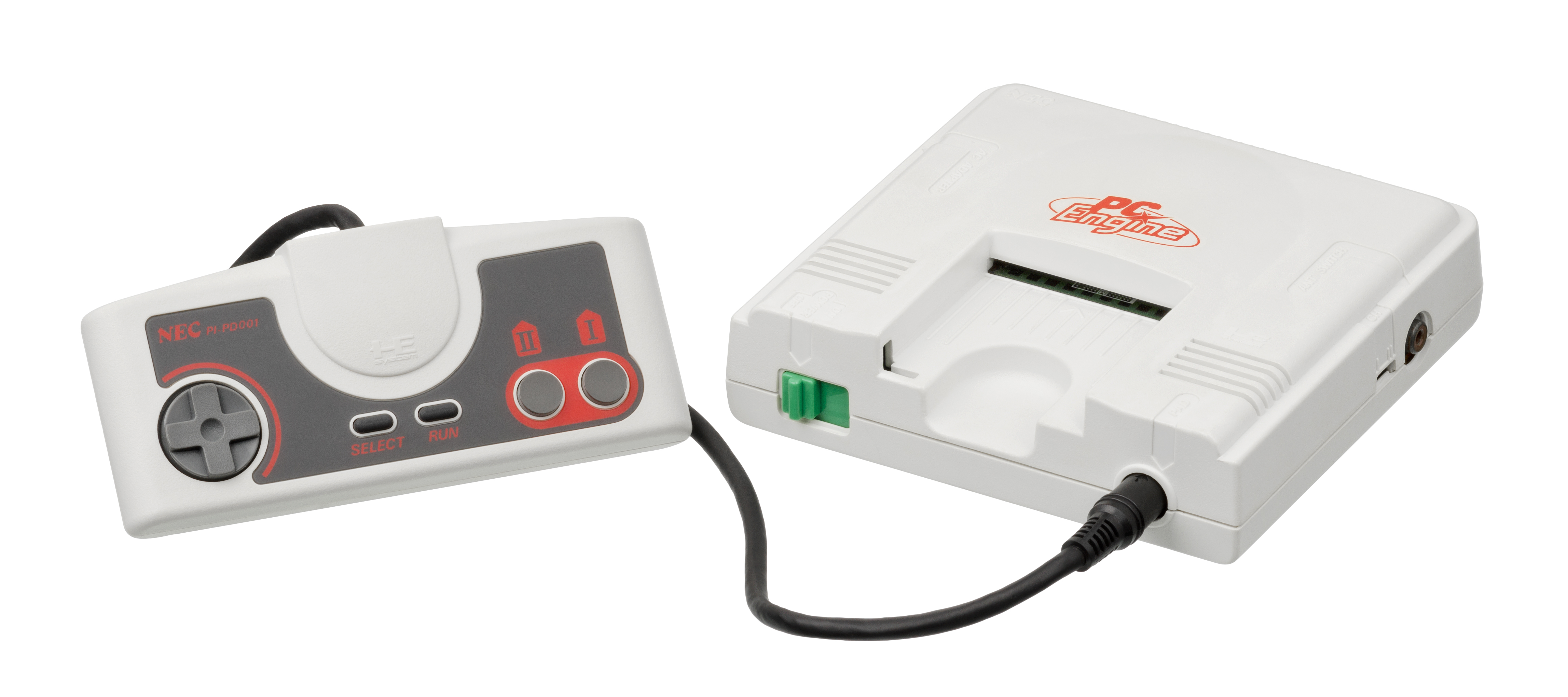
japonský PC Engine

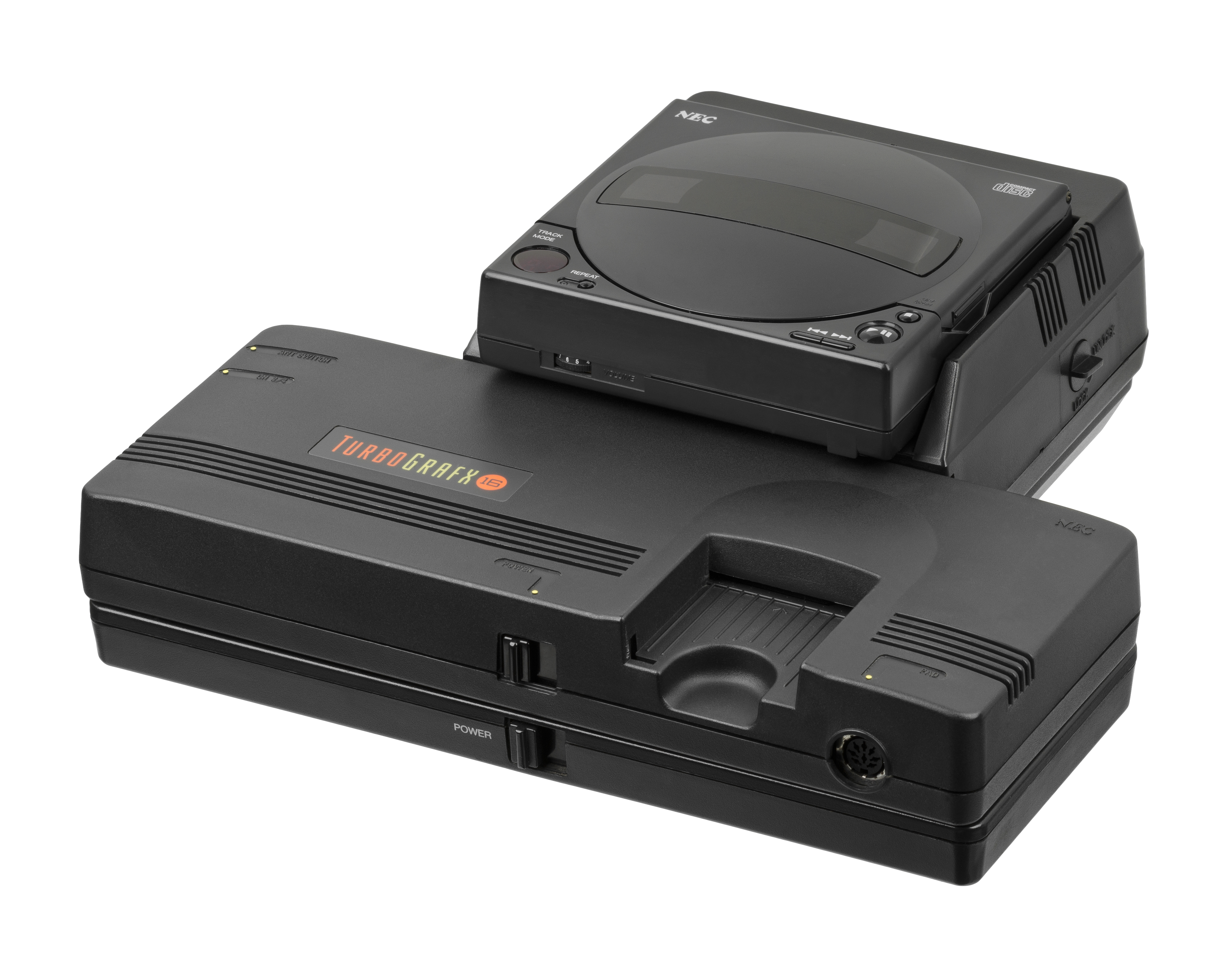
připojení TurboGrafx-CD

TurboGrafx-16 (známý také jako PC Engine) je první herní konzole ze čtvrté generace. Jednalo se o první herní konzoli s 16bitovým grafickým procesorem, takže jejím uvedením na japonský trh pod názvem PC Engine 30. října 1987 odstartovala takzvaná éra 16bitových přístrojů.

## Historie
Firmy Nippon Electric Company a Hudson Soft ji společně vytvořily s cílem, aby konkurovala populárnímu Famicomu („NES,“ 1983) od Nintenda, který výrazně předstihla v prodeji. Když se ale z Japonska dostala s novým designem a pod jménem TurboGrafx-16 na americký trh 29. srpna 1989, už jí konkurovaly Sega Genesis („Mega Drive,“ 1988) a později SNES („Super Nintendo Entertainment System“, 1990). Zatímco v Japonsku PC Engine ustál příchod konzole od Segy, v Americe se už TurboGrafx-16 nedokázal prosadit. Definitivní tečku za úspěchem této konzole potom udělalo Nintendo se SNES, který PC Engine vyřadil z trhu i v Japonsku. Od této chvíle už proto na trhu zůstávají jen dva herní giganti této doby, Nintendo a Sega.

## Technologie
TurboGrafx-16 využívá 8bitový procesor na čipu HuC6280 od firmy Hudson Soft. O grafiku se stará duální 16bitový setup: VDC (ovladač obrazového zařízení; čip HuC6270) a VDE (kódovač barev videí; čip HuC6260). Z možných 512 barev zvládá zobrazovat 482, což je jeden z důvodů, proč byl PC Engine úspěšnější než jeho tehdejší konkurence. Jeho nejčastější rozlišení je 256×239.
Zvuk zajišťuje programovatelný generátor zvuků, stejně jako u mnoha herních konzolí ze 3. generace. TurboGrafx-16 však místo předdefinované sady průběhů signálu využívá signálový buffer, který programátorům nabízí větší flexibilitu. Co se paměti týče, TurboGrafx-16 má k dispozici 8 KB RAM pro všeobecné účely a dalších 64 RAM pro video.
Hry pro tuto konzoli byly vydávané na speciálních cartridgích zvaných HuCards. Tato média s kapacitou až 2,5 MB byla velikostí podobná kreditní kartě a Hudson Soft ji vyvinul ze své dřívější Bee Card. V roce 1988 také vyšlo rozšíření TurboGrafx-CD (v Japonsku známé jako CD-ROM²) a posléze Super CD-ROM², které konzoli mimo jiné přidaly mechaniku pro čtení CD, zvětšily základní úložiště a zlepšily kvalitu zvuku.

## Hry
Na tuto konzoli vyšlo celkem skoro 700 her. Mezi nejznámější z nich se dá zařadit například Bonk's Adventure, Blazing Lazers, Neutopia, Alien Crush nebo série her Bomberman. Při koupi TurboGrafx-16 získal zákazník také přibalenou hru Keith Courage in Alpha Zones která, přestože byla docela populární, nedokázala hráči plně představit potenciál této konzole, což nakonec přispělo k jejímu neúspěchu na severoamerickém trhu.